# Ситское (Вологодская область)
Ситское — село в Кирилловском районе Вологодской области.
Входит в состав Николоторжского сельского поселения, с точки зрения административно-территориального деления — в Николо-Торжский сельсовет.
Расстояние по автодороге до районного центра Кириллова — 32 км, до центра муниципального образования Никольского Торжка — 7 км. Ближайшие населённые пункты — Бураково, Заречье, Соболево.
По переписи 2002 года население — 14 человек.